# Medison
Medison är ett svenskt konsultföretag registrerat i Storbritannien och lett av Valdi Ivancic. I juli 2007 orsakade Medison stor uppståndelse världen över då de presenterade sin bärbara dator Medison Celebrity som de skulle sälja för 150 dollar. Kritiker misstänkte dock att det var fråga om en bluff.

## Medison Celebrity
Den presenterade datorn hade enligt uppgifter en 14 tums WXGA-skärm, en Intel Celeron-processor på 1,5 GHz, 256 MB av DDR333/400 RAM, en 40 GB hårddisk, integrerad VIA PN800-grafik, en CD/DVD Combo-enhet och trådlöst nätverkskort med stöd för 802.11g. Den skulle skeppas med den öppna Linux-distributionen Fedora och ett antal ospecificerade kontorsprogram. Den stämmer väl överens både till specifikation och namn med en likadan dator som Medison försökte sälja exemplar av under våren 2007 för 3 000 kronor styck.
De första beställningarna skulle skeppas i augusti 2007, enligt Medisons VD Valdi Ivancic. 27 juli 2007 meddelade Medison att deras e-postsystem hade havererat på grund av för mycket trafik och lät samtidigt meddela att företaget erbjöd full återbetalning för beställningar som inte levererats.

### Kritik
Det låga priset till vilket Medison Celebrity skulle säljas skapade oro för att datorn var en bluff. Dessutom hade det rapporterats att dess fysiska utseende var identiskt med en produkt från den taiwanesiska fabriken Clevo. Vid presskonferensen i Stockholm den första augusti 2007 då datorn visades upp hade tillverkare och serienummer blivit borttaget från datorn, vilket ledde till misstankar om att det var fråga om vaporware. Ivanic meddelade dock att datorn skulle komma att bli tillgänglig och att det mesta av dess betalning kommer att komma från annonser på Medisons webbplats och inte från försäljningen av själva datorn.
Enligt Ivancic skulle support ges av elektronikserviceföretaget InfoCare, men enligt InfoCares representant Anna Rosander förelåg inget sådant avtal. Ivancic har dessutom gått ut med att han kommer att ställa upp i nästa val med sikte på att bli statsminister.
Den 9 augusti 2007 meddelade Medison i ett pressmeddelande att de inte längre skulle tala med media. Enligt pressmeddelandet hade negativa åsikter som framförts i media angående produkten Medison Celebrity negativt påverkat företagets relationer. De meddelade också att produkten ska levereras som utlovat. Dagen innan datorerna skulle börja levereras, den 14 augusti 2007, kom däremot nya uppgifter om att datorn skulle bli två veckor försenad och istället börja levereras 31 augusti 2007.
7 september 2007 hävdade 2Checkout att datorerna hade levererats. Men det påståendet togs snabbt tillbaka då det visade sig att personerna som bekräftat att de fått datorn levererad var bloggare och kunder som ville ha mer information om Medison och som i själva verket inte fått någon dator levererad.
Den 11 september 2007 gick Medison ut med ett pressmeddelande och bröt då den tystnad de tidigare fört om sina framtida planer. Bland annat framgick av pressmeddelandet att datorerna skulle komma att levereras och den kritik som framförts tidigare dementerades som rykten och lögner. Något nytt leveransdatum bekräftades dock inte.
Men den 13 september 2007 meddelade 2Checkout att alla som betalt skulle få sina pengar tillbaka inom sju till tio dagar. Enligt dem var man, om man ändå ville ha datorn levererad, tvungen att göra en ny beställning.
Den 27 februari 2008 lät man på medisoncelebrity.com meddela att man har för avsikt att leverera datorer "under 2008" men 2008 är gick, och både medison.se och medisoncelebrity.com försvann från Internet.
Den 7 januari 2010 uppmärksammades medison.se som uppe igen och återigen utlovades datorer. Utöver detta innehöll sidan en länkar till Valdis blog about business, politics and Medison - Valdi's blog där han den 25 november 2009 utöver att tala om Medison meddelade att han ställde upp som kandidat i det svenska statsministervalet 2010. Det framgick inte vilket parti han skulle företräda, men frågorna han skulle driva var att ena folket, främja stolthet och se till att folk får det de förtjänar.